# Збудження (фізіологія)

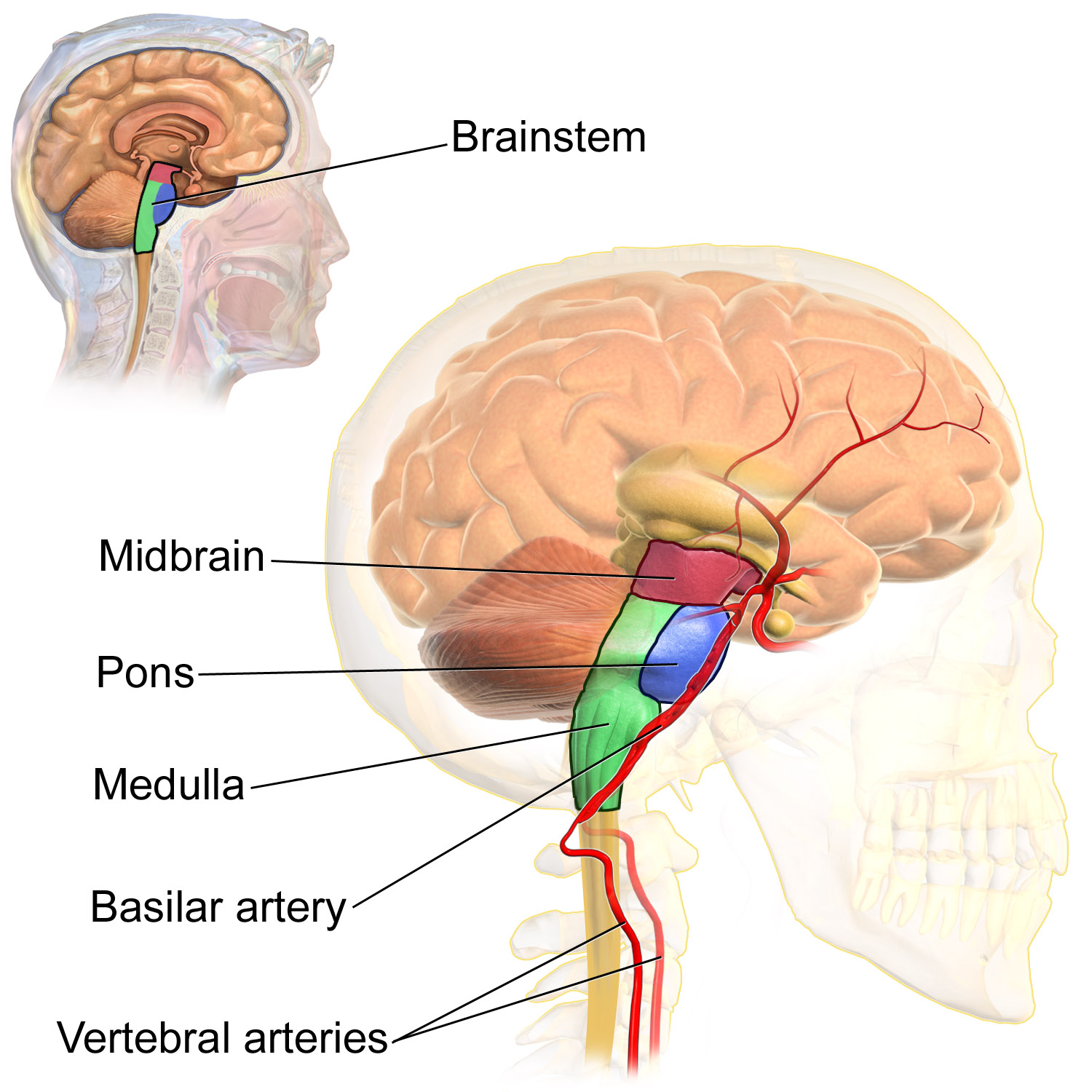
Структури стовбура мозку, походження системи збудження, огляд у сагітальній площині

Не плутати зі Статевим збудженням
Збудження — електричний процес у збудливих типах тваринних клітин, що виникає внаслідок різкого перепаду градієнту електро-заряджених частинок. Водночас збудження з'являється завдяки одночасному відкриттю великої кількості іонних каналів. 
Збуджувальний сигнал великої сили викликає потенціал дії.
Інакше — збудження, це фізіологічний та психологічний стан пробудження організму або спонукання органів чуття до межі сприйняття. Це охоплює запуск висхідної ретикулярної активаційної системи (ARAS) у мозку, яка опосередковує неспання, вегетативну нервову систему та ендокринну систему, що приводить до збільшення частоти серцевих скорочень і артеріального тиску та стану сенсорної пильності, бажання, рухливості та готовності діяти у відповідь.

## Вступ
Збудження опосередковується декількома нейронними системами. Неспання підтримується ARAS, яка складається із проекцій п’яти основних нейромедіаторних систем, які походять із стовбура мозку та утворюють зв’язки, що простягаються по всій корі; активність всередині ARAS забезпечується нейронами, які вивільняють нейромедіатори ацетилхолін, норадреналін, дофамін, гістамін і серотонін. Збудження цих нейронів призводить до підвищення активності кори головного мозку, а згодом і до підвищення пильності.
Збудження важливе для регуляції свідомості, уваги, пильності та обробки інформації. Це має вирішальне значення для заохочення певної поведінки, такої як мобільність, прагнення до харчування, реакції «бийся або тікай» та сексуальної активності (фаза збудження циклу сексуальної реакції людини Мастерса та Джонсона). Воно має значення для емоцій і було внесено в такі теорії, як теорія емоцій Джеймса-Ланге. За словами Ганса Айзенка, відмінності у початковому рівні збудження, роблять людей екстравертами або інтровертами.
Закон Єркса-Додсона стверджує, що існує найкращий для продуктивності рівень збудження, і занадто низьке або надмірне збудження, може погано вплинути на виконання завдання.

## Нейрофізіологія
Неспання регулюється висхідною ретикулярною пусковою системою, яка складається з п’яти основних нейромедіаторних систем – систем ацетилхоліну, норадреналіну, дофаміну, гістаміну та серотоніну – які походять із стовбура мозку та утворюють зв’язки, котрі поширюються всією корою головного мозку. У разі збудження, ці системи забезпечують коркову активність і пильність.
Норадренергічна система являє собою пучок аксонів, які беруть початок у блакитній плямі (locus coeruleus) і підносяться вгору до неокортекса, лімбічної системи та базального переднього мозку. Більшість нейронів проектується в задню кору, яка важлива для сенсорної інформації та пильності. Активація locus coeruleus і виділення норадреналіну викликає неспання і підвищує уважність. Нейрони, які виступають у базальний передній мозок, впливають на холінергічні нейрони, що призводить до потоку ацетилхоліну в кору головного мозку.
Ацетилхолінергічна система має нейрони, розташовані в мосту та в базальному відділі переднього мозку. Спонукання цих нейронів приводить до кіркової активності, що видно із записів ЕЕГ, і пильності. Усі інші чотири нейромедіатори відіграють певну роль у зрушенні нейронів ацетилхоліну.
Інша система збудження, дофамінергічна система, вивільняє дофамін, що виробляється чорною речовиною. Нейрони виникають у вентральній тігментальній ділянці середнього мозку і проєктуються до прилеглого ядра, смугастого тіла переднього мозку, лімбічної системи та префронтальної кори головного мозку. Лімбічна система важлива для підтримання настрою, а прилегле ядро відповідає на хвилювання та збудження. Шлях, який закінчується у префронтальній корі, важливий для забезпечення переміщень, особливо рухів, зосереджених на винагороді.
Майже всі серотонінергічні нейрони серотонінергічної системи походять із ядер шва. Ця система проектується в лімбічну систему та префронтальну кору. Спонукання цих аксонів і вивільнення серотоніну викликає коркове збудження і впливає на рух і настрій.
Нейрони гістамінергічної системи знаходяться в туберомамілярному ядрі гіпоталамуса. Ці нейрони утворюють шляхи до кори головного мозку, таламуса та базальної частини переднього мозку, де вони заохочують викид ацетилхоліну в кору головного мозку.
Усі ці системи пов’язані між собою та показують однакову надмірність. Окреслені вище шляхи є висхідними потоками, але є також шляхи збудження, які спускаються. Одним із прикладів є вентролатеральна преоптична ділянка, яка виділяє інгібітори зворотного захоплення ГАМК, котрі переривають неспання та збудження. Нейромедіатори системи збудження, такі як ацетилхолін і норадреналін, діють на гальмування вентролатеральної преоптичної ділянки.

## Умови виникнення та впливи
Зміни в стані збудження можуть мати кілька причин:
- Природні коливання. Збудження може змінюватися мимовільно без прямого зовнішнього впливу, наприклад у добовому ритмі. Воно підтримується ядрами гіпоталамуса, такими як супрахіазматичне ядро.

- Вплив ззовні у вигляді звукових, зорових і дотикових подразників. Це друга важлива умова, яка може викликати зміну збудження. Тут особливо важливі колатералі аферентних сенсорних шляхів, котрі поширюються на ретикулярне утворення. Вони можуть активувати кору крізь вищезгаданий ретикуло-таламо-корковий ланцюжок.

- Пізнавальні завдання. Той самий механізм, ймовірно, також відіграє важливу роль у виконанні когнітивно важких завдань, ходу мислення тощо. Пов’язане із цим збільшення збудження, забезпечує мозок потрібною енергією у вигляді глюкози, кисню та кровопостачання, щоби він міг вправно виконувати завдання. Здається вірогідним, що існує також зворотний зв’язок між вищими корковими ділянками, де відбувається ця діяльність, із ретикулярним утворенням.

- Стрес може призвести до посилення збудження через гіпоталамо-гіпофізарно-наднирникову вісь.

- Значні емоції. Це ще один приклад внутрішнього стану, який може бути пов’язаний із збільшенням збудження. Можливо, це пов’язує структури лімбічної системи, які беруть участь в емоційних процесах, з ретикулярним утворенням.

- Психотропні засоби. Психотропні препарати, такі як бензодіазепін і амфетамін, можуть дуже впливати на стан збудження мозку. Іншими речовинами є L-DOPA, хлорпромазин, клонідин і резерпін. Їх дія заснована, серед іншого, на блокуванні або посиленні синтезу чи утриманні нейромедіаторів, таких як норадреналін, дофамін і серотонін.[4][5]